# Jana Witthedová
Jana Witthedová (* 28. června 1948 Zlín) je česká básnířka a novinářka.

## Život
Vyrostla v Praze, kde odmaturovala a napsala své první literární práce. V roce 1971 dostala azyl ve Švédsku, kde pak absolvovala studia na Univerzitě v Lundu, obor psychologie.
Její tvorba od počátku odráží kritický postoj k totalitě. Na rozdíl od mnoha emigrantů se však českého občanství nikdy nevzdala. Ve Švédsku se podílela na vzniku a vydávání oběžníku, který krátkými zprávami informoval o tom, co se děje doma, a který se později stal časopisem pro Čechy ve Skandinávii. Také se zde aktivně podílela na získání podpory pro Občanské fórum.
Publikuje v českých i švédských časopisech a na internetu. Její práce najdeme v Obrysu, Literárních novinách, Telegrafu, obtýdeníku Tvar, Welesu, A2, Severských listech, Českém dialogu, Českém kalendáři a v dalších. Ve Švédsku spolupracuje s několika významnými kulturními časopisy, mj. s Artesem, který vydává Švédská královská akademie a též s druhým největším deníkem v zemi. Publikovala také v exilovém tisku.

## Dílo
Sbírka Trosečníci křišťálové země je výborem z tvorby let kdy autorka nemohla publikovat ve vlasti. Právě události konce šedesátých let jsou jí silným impulzem k pozvednutí hlasu, nezůstává však u toho a snaží se nalézt katarzi v nadčasovém. Pod poněkud existenciálním pohledem na svět se skrývá hluboký zájem o osud jednotlivce, mnohdy je akcentován svět dítěte. Vedle rozsáhlejších epických básní, nezřídka s historickým obsahem, zde nalezneme „i abstraktnější, místy až metafyzické básně“, napsal ve své recenzi. Pavel Kotrla. Některé básně z této knihy byly odměněné v mezinárodní soutěži pořádané ve Stockholmu a obeslané čtyřmi tisíci příspěvků z celé Evropy.
Sbírka Zastavení v hloubce času měla svůj křest v pražském PEN klubu. Zájem o mezilidské vztahy se promítá do celého díla básnířky, která stojí na straně slabšího, neuniká před komplikovaností, ale naopak se snaží proniknout do hloubky. Různé dimenze času se prolínají a směřují k celku, který posléze vytvářejí. Ve sbírce nalezneme i tvorbu experimentální. Autorčin jazyk je silný i křehký současně, říká o knize PhDr. Martínková.
Čtrnáctideník A2 o knize napsal: Česká literátka a novinářka Jana Witthedová... Publikuje v obou jazycích v renomovaných kulturních časopisech a je hojně překládána. Její umělecké téma zpochybnění reality a non-existence v totalitě moci. Poetickým prostředím jí je abstraktní prostor emocí a životních kategorií. Osobní zkušenost zachycuje skrze prožitý chaos nemoci (autorka onemocněla těžkou leukémií). Historické dění reflektuje ve dvou hlavních úběžnících: soustavně mocenském potlačování společenské emancipace vesničanů v současné Číně, a represích vůči občanskému hnutí pro demokracii - ... Dalším historickým údajem je záznam o povodních v roce 2002. Poezie Jany Witthedové není líbivá - neopěvuje malované vesty, ani Kikónu rej směřuje ke konkrétnímu, k faktu s výpovědní hodnotou. Esteticky vzchází z lyriky šedesátých let, literárně dosud kapitoly neprobádané a filosoficky tvůrčí - tudíž výzva!
A takto se vyjádřila Národní knihovna; Sbírka veršů české básnířky, spisovatelky a žurnalistky, žijící od roku 1971 ve švédském exilu. Autorka rozdělila svou sbírku do tří oddílů: v prvním ("Přivřená víčka lásky") zachycuje především intimní reflexe. Soustředí se zde především na zachycení emocionálně vypjatých prožitků, v nich vedle razantních tónů zaznívají i jemné a tiché akordy. ... Závažnou tematiku přináší Witthedová v druhé části, nazvané "Útěcha katastrof". Líčí zde svůj souboj s jednou z nejtěžších forem leukémie, obrazy z pražské povodně i represe proti vesnickému obyvatelstvu v dnešní Číně. V samotném závěru ("Nelhostejnost napotom") kromě lehkých náznaků přírodní lyriky pak autorka vytváří prostor pro vyjádření svých osobních názorů a zkušeností, je však záměrně vyslovuje v abstraktní rovině.
Sbírka Litiluisté nosí železnou korunu a navštěvují krále sestává ze dvou částí: Jizva polární lišky a Choulení neznáma. V mnohovrstevnatých verších básnířka zobrazuje severskou přírodu, mezilidské vztahy, prchavé okamžiky času a dotýká se toho, co je hluboce lidské, např. osamělosti a zoufalství, naděje a štěstí. V rozsáhlých epických básních se odrážejí problémy švédské společnosti.
Křest této sbírky se konal v kavárně Symbiosa, další autorské čtení proběhlo v Městské knihovně na Mariánském náměstí v Praze.
Vít Kremlička o knize napsal: Lahůdkou ze švédského království jsou verše Jany Witthedové Litiluisté nosí železnou korunu a navštěvují krále (nakl. Protis, Praha 2011). Jedná se zřejmě o patafyzické objekty hodné dalšího zkoumání. Jana Witthedová žije ve Švédsku od roku 1971 v exilu, vystudovala psychologii na Universitě v Lundu... Její básně jsou tematické, dotýkají se toho podstatného v realitě - co bych zastíral, líbí se mi. Rozhodně doporučuji k přečtení!
Národní knihovna: Autorčin titul patrně odkazuje na nápis na staré vikingské lodi, která byla objevena na počátku dvacátého století. Slovo "litiluism" samo o sobě nedává žádný smysl a jeho význam se jazykovým badatelům nepodařilo rozluštit. Patrně i proto se jím nechali inspirovat příznivci vědomostního minima, komunikující mezi sebou na internetových kanálech, jejichž základním cílem je zabránit depresím či úzkosti, které se někdy dostavují z pocitu nedostatku základních a obecně platných znalostí. Jana Witthedová tímto stavem rozhodně netrpí, přesto však na nevědění v některých básních upozorňuje. Je tomu tak hned v prvním oddílu ("Jizva polární lišky"), kde evokuje postřehy z dávých dob, ozvěny moderní historie či proces umírání a smrti člověka. Ostatně otázka, proč a z jakého důvodu se děje a vztahy mezi lidmi odehrávají, je přítomna mezi řádky snad v každém verši této sbírky (dokonce i v dojmech z cest v závěrečném bloku) a stává se tak naléhavou výzvou po smyslu lidského bytí.
Ve Švédsku byla jedna její povídka odměněna lit. cenou. Známá je také její esej o J.A.Komenském. Její tvorba byla zařazena do českých a skandinávských antologií a přeložena do švédštiny, norštiny, angličtiny, němčiny a perštiny. Zúčastnila se celé řady čtení na festivalech, v městských knihovnách ap. Své texty představila na autorských čteních v Praze, ve Stockholmu, v Göteborgu, v New Yorku a na dalších místech.
Jana Witthedová se věnuje také překladatelské činnosti, do češtiny přeložila např. poezii nositele Nobelovy ceny Tomase Tranströmera.

### Sbírky
- Trosečníci křišťálové země, Praha, Protis, 1997
- Zastavení v hloubce času, Alfa-Omega, Praha 2007
- Kristallandets skeppsbrutna, Symposion, Stockholm 2009
- Litiluisté nosí železnou korunu a navštěvují krále, Praha, Protis, 2011

### Dětská kniha
- Sagan om en stjärnas äventyr på himmelen och i viken, Alma Förlag 2016

### Antologie
- Ord i bevegelse, (Slova na cestu), Cappelens Forlag, Oslo 1995
- … med elektriskt regn i mitt blod, (… s elektrickým deštěm v mé krvi), GSG, Göteborg 2000
- Sbírka klíčů / Schüsselsammlung, Protis-Dauphin, Praha 2007
- Držím se hvězd, Alfa-Omega, Praha 2008
- Poesiplanket, Författarnas bokmaskin, Stockholm 2010
- Lost in Migration, Nätvekstaden Kutur i Väst, Göteborg 2011
- Ptáci z podzemí, Almanach české poezie, Praha 2013
- Über den Dächem das Licht, Dauphin 2014
- Pastýři noci, Almanach české poezie, Praha 2014
- Rybáři odlivu, Milan Hodek, Hradec Králové 2015
- Řezbáři stínů, Almanach české poezie, Praha 2016
- Řeka úsvitu, Alamanch české poezie, Praha 2017
- Antologi Poesi Festivalen Sofra poetike, Borås 2018
- Spolecně -Together, Czech Centre of International P.E.N. 2018
- Klare Begegnungen - Jasná setkání, Dauphin 2018
- Sofra Poetike, Borås 2019
- Delty domovů, Almanach české poezie, Praha 2019
- Literáti na trati VI, Epika, Jindřichův Hradec 2019
- Poetiska verser från Viskan, Borås 2020
- Cesta k hoře úsvitu, Almanach české poezie, Hradec Králové 2020
- Literáti na trati VIII, Epika, Jindřichův Hradec 2021
- Fontän av ord, Borås 2021
- Poezie, Almanach, Frýdek-Místek 2021
- Ohlédni se, nezkameníš, Almanach české poezie, Hradec Králové 2021
- Diktantologi, Borås 2022
- Chléb pouště, Almanach české poezie 2022
- Poezie grafikónu, Epika, Jindřichův Hradec 2022
- Řeky slov, Epika, Jindřichův Hradec 2023
- Poezie železné dráhy, Epika Jindřichův Hradec 2023
- Ord med vingar, Borås 2023
- En krans av ord, Borås 2024
- Vesmír slov, Epika, Jindřichův Hradec 2024
- Příběhy s vůní dálek, Epika, Jindřichův Hradec 2024
- Dvě minuty od pravdy..., Almanach české poezie 2024

## Ocenění
- 1978 Cena Evropské soutěže poezie
- Cena povídkové soutěže Novell 2000
- 2008 Překladatelský grant Ministerstva kultury ČR
- 2009 Grant Kulturní rady pro krásnou literaturu (Kulturrådets litteraturstöd)
- 2013–2014  Tvůrčí stipendium Fondu (švédských) spisovatelů
- 2018 jí Švédský PEN udělil Stipendium Prince Wilhelma pro vynikající spisovatele